# Namer
Namer (Hebrejski: נמ"ר‎, izgovara se [nameʁ], znači "leopard" i skraćenica je do "Nagmash" (oklopni transporter) i "Merkava") izraelsko je teško borbeno oklopno vozilo pješaštva projektirano na temelju izraelskog tenka Merkava IV. Namer se nalazi u službi Oružanih snaga Izraela (IDF) od 2008. godine.

## Povijest
Zbog svog položaja i okruženosti arapskim državama, izraelska vojska je imala česte ratne sukobe sa svojim susjedima oko teritorija. U tim sukobima se pokazalo da protuoklopna oružja, bila ona vođena ili nevođena, mogu probiti oklope tadašnjih tenkova. Zbog toga im nije bio problem uništiti vozila s tanjim i slabijim oklopom, kao npr. oklopne transportere i borbena vozila pješaštva. Iskustva su pokazala da su takva vozila najčešće mete protuoklopnog oružja, jer ako se takvo vozilo uništi dolazi do pogibije ili teško ranavanje svih članova posade i članova pješačkog desanta. Prvi odgovor izraelske vojske je bio teški oklopni transporter Achzarit, koji je nastao na temelju tenka T-55. Na osnovnu masu od 27 tona dodano je 17 tona dodatnog pasivnog oklopa, te je dobiven prvi operativni teški transporter mase 44 tone. Potom je na temelju tenka Centurion razvijena obitelj teških transportera, počevši s Hagmahonom, pa Nakpadonom, te na kraju Pumom. Masa Nakpadona jest 55, a pume 50 tona.
Američka i britanska iskustva iz Iraka pokazala su da njihova borbena vozila pješaštva Bradley i Warrior, mase 30 i 24,5 tona, nedovoljno štite od napada pobunjenika, počesto naoružanih protuoklopnim oružjima napravljenim prije više desetljeća. Iako to još nije dokazano u borbi, s istim se problemom suočava i švedski CV 90 mase 22,8 tona. Zbog toga je njemačka vojska odlučila svoje BVP-e Marder (mase 33,5 tona) zamijeniti znatno bolje oklopljenim Pumama. Specifičnost Pume novi je modularni oklop, koji se može prilagođavati razini ugroze. Zbog toga je maksimalna masa Pume čak 43 tone. Za usporedbu, masa hrvatskog tenka M-84 jest 42 tone.
No, svi su ti teški transporteri razvijeni na osnovama tenkova kod kojih je motor bio smješten u stražnji dio tijela, što i nije bilo najbolje rješenje. S druge strane, izraelska vojska od 1977. u operativnoj uporabi ima tenk Merkavu, kod koje je motor smješten u prednji dio vozila. Zbog toga je Merkava idealna osnova za razvoj teškog transportera.
Prve ideje o razvoju teškog transportera čija bi razina oklopne zaštite bila na razini suvremenih tenkova javile su se neposredno nakon okončanja Šestdnevnog rata 1967. godine. Analize uporabe oklopnih snaga i gubitaka pokazale su da tadašnja taktika združene uporabe tenkova i oklopnih transportera obje vrste vozila dovodi pod paljbu istog oružja. Zbog toga je neophodno da se razina oklopne zaštite transportera barem približi razini tenkova. Zapravo su neke analize pokazale da bi razina oklopne zaštite oklopnih transportera morala biti i viša nego tenkova. Razlog za to je bio u različitom načinu djelovanja ovih borbenih vozila. Naime, topovi velikog kalibra omogućuju tenkovima djelovanje na ciljeve s većih udaljenostima, od nekoliko stotina metara pa sve do više od kilometra. S druge strane zadaća oklopnih transportera je da preveze pješaćki desant što bliže cilju koji bi pješaštvo bilo što kraće pod neprijateljskom paljbom. Naravno, povećanje vjerojatnosti preživljavanja moglo se postići kombinaciom snažne paljbene potpore tenkova, topništva i zrakoplovstva, ali i ona se mora ograničit sa smanjenje distance transportera od cilja zbog opasnosti od pogađanja vlastitih vozila.
Povrh toga kalibri topničkog naoružanja BVP-a nekoliko su puta manji od tenkovskih, a to znači da im je i učinkovita udaljenost djelovanja nekoliko puta manja. Povećanje oklopne razine BVP-a značilo bi i posredno povećanje učinkovitosti njihovog naoružanja.
S druge strane puko "nabacivanje" oklopa na već postojeće oklopne transportere i BVP-je ima jednu jako negativnu posljedicu - smanjenje pokretljivosti. Naime, podvozje i snaga motora suvremenih oklopnih transportera i BVP-a projektirani su za točno određenu masu. Zato svaka tona dodatnog oklopa ujedno smanjuje pokretljivost, dodatno opterećuje podvozje, motor i transmisiju, te znatno povećava potrošnju goriva. Zbog smanjenja brzine i ubrzanja tako (pre)opterećeni BVP-i više ne mogu učinkovito pratiti tenkove po bojištu. A taktička pokretljivost BVP-a je ipak važnija od njihove paljbene moći, jer njihova namjena i nije borba protiv tenkova, već protiv pješaštva i laki oklopnih vozila. Ovisno o ugrađenom naoružanju i sustavu za usmjeravanje paljbe (SUP) mogu se rabiti iza djelovanje protiv helikoptera. Nešto je bolja situacija ako će BVP-i djelovati samostalno po dobro uređenim cestama, kao što Bradleyi djeluju u Iraku, jer su tada negativni učinci poveća manje manje izraženi. Sve u svemu puko dodavanje novog oklopa nije prihvatljivo rješenje, barem ne dugoročno.
Prvi konkretni planovi za izradu teškog transportera na osnovama tenka Merkava izrađeni su u Izraelu još 1989. godine, a temeljili su se na iskustvima stečenim tijekom operacije Mir za Galileju u Libanonu 1982., tj. na osnovama iskustava u borbenim uprabama prije spomenutih teških transportera dobiveni preradom zarobljenih ili zastarjelih tenkova. Međutim, u to vrijeme prioritet je bio razvoj tenka Merkava III, te rješavanje problema koji su se javili zbog smještaja motora u prednji dio vozila. Naime, smještaj motora u prednji dio tenka ostavlja stražnji dio praznim. Zbog toga je težište vozila pomaknuto prema naprijed, što tijekom vožnje po "valovitom" terenu dovodi do tendencije ljuljana vozila. Taj je problem kod Merkava donekle riješen smještajem dodatnog streljiva u posebne odjeljeke u stražnjem dijelu vozila.
Nova odgoda razvoja teškog transportera na osnovi Merkave nije imala vojni već politički, tj. financijski uzrok. Kronični nedostatak u državnom proračunu uzrokovao je odgađanje razvoja nekih projekata. U slučaju teškog transportera to je značilo znatno usporenja razvoja. Tako je prvi prototip dovršen tek 2004. godine, a kao osnova iskorištena je Merkava Mk 1. Doduše, pitanje je na koji je način uopće financiran razvoj tog vozila jer ga je razvio Merkava Project Administration (Mantak), inače zadužen za razvoj Merkava. Čak i ime vozila Namer dolazi od NAgmash MERkava, što znači oklopni transporter Merkava. Istovremeno Namer na hebrejskom znači leopard. Specifični izraelski uvjeti omogućili su da se prototip testira u pješačkoj brigadi koja je djelovala u Gazi. Tako je prototip testiran u pravim borbenim uvjetima, a rezultati su bili tako dobri da je izraelska kopnena vojska odmah zatražila nastavak razvoja. Međutim, do pravog napretka došlo je tek u listopadu 2006., odmah nakon, po izraelsku vojsku stresnog sukoba u južnom Libanonu. Libanonska su iskustva, u kojima su se konačno dovela do odluke o početku serijske proizvodnje Namera. Naime, u direktnom srazu s tamošnjom terorističkom skupinom Hezbolah izraelska oklopna vozila nisu prošla najbolje. Zahvaljujući iranskoj i sirijskoj tehničkoj pomoći, Hezbolah je u svom arsenalu imao moderno oružje ruskog i kineskog podrijetla, ponajviše protuoklopne vođene projektile i lake protuoklopne bacače. Rabeći sve mogućnosti terena i unaprijed pripremljene položaje, pripadnici Hezbolaha su čekali da im se izraelski oklopnjaci približe na minimalne domete oružja. Odlično izvježbani od iranskih i sirijskih instruktora, s tih su udaljenosti mogli ne samo pogađati nego i birati njihove najslabije točke. U takvim uvjetima ni tenkovi Merkava 3 nisu prošli najbolje, a kamoli oklopni transporteri. Zbog toga je izraelska vojska zaključila da joj hitno treba novi teški transporter znatno povećane razine zaštite.

### Razvoj
Kad je odluka politički potvrđena razvoj novog teškog transportera išao je začuđujuće brzo, posebno u usporedbi s brzinom razvoja sličnih vozila na Zapadu. Tako je prvo predserijsko vozilo bilo gotovo već u ožujku 2008. Iste godine dovršena su još dva, da bi početkom ove godine "svijetlo dana ugledao" i prvi serijski Namer. Koliku važnost Namer ima za izraelsku kopnenu vojsku najbolje govori podatak da u narednih pet godina namjeravaju nabaviti nekoliko stotina primjeraka, te njima opremiti tri pješačke brigade. Uz to Namer će postati osnova za cijelu novu obitelj oklopnih vozila.
Iako se zasniva na komponentima razvijenim za tenk Merkavu, te su koncepcijski jako slični, Namer ima drukčije tijelo, bolje prilagođeno njegovoj namjeni. U razvoju Namera projektanti su uporabili neka potpuno nova rješenja, uključujući uporabu zakošenog oklopa. Njegovi se moduli pričvršćuju na osnovno oklopno tijelo posebnom tehnikom koja eliminirana potrebu spajanja ploča varenjem, jer su se upravo varovi pokazali kao potencijalno slabi dijelovi oklopa. Osim toga dobio je i posebno oblikovanu podnicu koja znatno povećava otpornost na eksplozije mina. A upravo su djelovanja u južnom Libanonu i Gazi pokazala da su eksplozivna sredstva ukopna u zemlju podjednako opasna kao i protuoklopni vođeni projektili. Tako su 2006. na jugu Libanona dvije Merkave uništene kad su naišle na vrlo velike mine ukopane u cestu. Pritom je poginulo pet članova posade. Zbog toga je podnica zakrivljena u plitki V oblik.

## Dodatna zaštita
Na osnovno tijelo načinjeno zavarivanjem čeličnih ploča postavljeni su moduli teškog kompozitnog oklopa koji su razvile tvrtke Israel Military Industries (IMI) i Rafael, koje su odgovorne i proizvodnju oklopna za tenkove počevši od Merkave 2 pa sve do Merkave 4. Razina oklopne zaštite je podjednaka i s prednje i bočnih strana vozila. To je posljedica zadnjih borbenih iskustava izraelske vojske koja je otkrila da su je veći postotak pogodata u oklopna vozila došao u njihove bokove nego u prednji dio, za razliku od prijašnjih iskustva iz koja su pokazivala da čak 60% pogodaka dolazi u prednji dio vozila. Do promjene je došlo zbog promjene neprijateljske taktike protuoklopne borbe. U ranijim ratovima izraelski tenkovi uglavnom sukobljavali s tenkovima, pa je većina pogodaka, uslije obostrane paljbe, dolazila u prednji dio vozila. Tijekom borbi u južnom Libanonu 2006. neprijatelj je uglavnom rabio protuoklopne vođene projektile, kojima je znatno lakše pogoditi bočni dio tenka jer tako predstavlja veći cilj. Osim toga neprijatelj je rabio taktiku uporabe zasjeda te su operateri čekali najpovoljniji trenutak za lansiranje projektila, a to je bio onaj kad tenkovski top nije bio okrenut u njihovom smjeru.
Još jedna specifičnost Namera je uporaba posebih panela oklopa koji su na tijelo pričvršćeni preko posebnih opruga (slično rješenje rabe i Merkave 4). Na taj se način smanjuje rizik da će se moduli pomaknuti tijekom prelaska preko prepreka ili jako neravnog terena. U skladu s razvojem novih protuoklopnih oružja koji ciljeve napadaju iz gornje polusfere Namer je dobio debeli oklop i s gornje strane. Kako se ne bi umanjila njegova učinkovitost ni vozač ni odjeljak za pješački desant nemaju krovne otvore. Naime, obični bi otvori, naročito iznad odjeljka za prijevoz desanta, bitno smanjili protuoklopnu zaštitu. S druge strane i na njih se je mogao staviti oklop, ali bi onda njihova težina zahtijevala ugradnju posebnih sustava za otvaranje. Njihovom bi se ugradnjom povećala cijena vozila i masa, te bi se smanjio korisni prostor unutar vozila. Slično je rješenje već prije uporabljeno na Merkavi 4 gdje je iz istog razloga uklonjen krovni otvor punitelja.
Svi ovi postupci učinili su od Namera borbeno vozilo s odličnom razinom oklopne zaštite. Kolika je možda najbolje govori podatak da je borbena masa Namera 62 tone, a borbena masa tenka Merkava 4 65 tona. A Merkava ima kupolu s topom od 120 mm i borbeni komplet od 46 granata. Stručnjaci smatraju da je Merkava 4 trenutno tenk s najvišoj razinom oklopne zaštite na svijetu. Neznatna razlika u masi Namera i Merkave 4 znači da imaju potpuno jednaku taktičnu pokretljivost i razinu oklopne zaštite, a što znači da su idealno usklađeni za zajedničko borbeno djelovanje.
Međutim, pasivni i eksplozivno-reaktivni oklopi od kojih još uvijek ovisi vjerojatnost preživljavanja suvremenih tenkova na bojištu ozbiljno se približila svojim krajnjim granicama. Iako još uvijek postoji mogućnost da se razviju neki novi materijali ili njihove kombinacije, svako poboljšanje oklopne zaštite dosad je uvijek neminovno dovodilo do povećanja mase. Već smo spomenuli da je masa Merkave 62 tone. Masa američkog Abramsa M1A2 je 63, a njemačkog Leoparda 2 A6EX je 62,4 tone. Osim što bitno ograničava njihovu taktičku pokretljivost tako velike težine suvremenih tenkova su problem svih onih koji su zaduženi za njihov strateški prijevoz.
Zbog toga se sve više nade polaže u razvoj aktivnih sustava za proturaketnu zaštitu. Izraelske tvrtke su i na tom području u samom vrhu svjetskog razvoja. Zbog toga izraelska vojska razmatra mogućnost da se Namer opremi Rafaelovim aktivnim sustavom Trophy ili Aspro-A. Sto aktivnih sustava već je ugrađeno na Merkave 4. Druga je opcija da se Nameri opreme sustavom Iron Fist tvrtke IMI. Oba bi sustava omogućila Namerima povećanu otpornost na djelovanja protuoklopnih vođenih projektila i ručnih raketnih bacača, iako bi temelj zaštite i dalje bio teški oklop.

## Naoružanje i oprema
Za razliku od snažnog oklopa sveukupna konfiguracija Namera jednaka je uobičajenom oklopnom transporteru i BVP-u. A to prije svega znači da mu je motor (kao i kod Merkava) smješten u prednji dio tijela, desno od vozača. Srednji dio namijenjen je postavljanju naoružanja, dok je stražnji slobodan za prijevoz pješačkog desanta. Zbog specifičnosti kako izraelska vojska rabi oklopna vozila kod Namera je zapovjednik smješten odmah iza vozača, te ima svoju kupolicu. Desno od zapovjednika nalazi se mjesto ciljatelja koji upravlja paljbenom stanicom Katlanit tvrtke Rafael. Daljinski upravljanja paljbena stanica može se naoružati strojnicom kalibra 7,62 mm, teškom strojnicom od 12,7 mm ili automatskim bacačem granata kalibra 40 mm. Ovakvim skromnim naoružanjem Nameri je bliži koncepciji oklopnog transportera nego suvremenog BVP-a. Zbog toga izraelska vojska razmatra i mogućnost da se Namer opremi snažnijim naoružanjem, kao što je daljinski upravljanom paljbenom stanicom Samson (također tvrtke Rafael) naoružanom topom kalibra 30 mm. Mogućnosti postavljanja protuoklopnih vođenih projektila se ne spominje, iako se Samson za izvoz nudi i s tom opcijom. Zapovjednik na raspolaganju ima strojnicu kalibra 7,62 mm pričvršćenu na krov vozila. Sastavni dio naoružanja Namera je i minobacač kalibra 60 mm. Na svakom boku vozila nalazi se set sa šest bacača dimnih bombi.
Iako zapovjednik i ciljatelj imaju krovne otvore za ulazak i izlazak iz vozila u pravilu se rabi velika rampa na stražnjem dijelu vozila. Kako je rampa preteška za ručnu manipulaciju ima poseban pogon. Kako postoji mogućnost da pogon rampe zbog oštećenja ili kvara otkaže u rampu su inkomporirana vrata za izlazak u nuždi. U vratima se nalazi puškarnica koja osigurava mogućnost otvaranja paljbe na neprijatelje koji pokušavaju prići vozilu sa stražnje strane.
Odličnu preglednost iz vozila za zapovjednika i ciljatelja osiguravaju dva kruga periskopa, po jedan iznad svakog otvora. Iako vozač ima samo tri periskopa to ne znači da ima slabu preglednost. Naime, vozač u svakom trenutku na ekranima vidi sliku s po dvije dnevne i dvije noćne kamere smješene na svakom boku vozila. Svaki par pokriva 180 stupnjeva. Uz to po jedan dnevna i noćna kamera postavljene su pokraj rampe na stražnjem dijelu vozila. Sveukupno Namer ima šest kamera koje osiguravaju preglednost svih 360 stupnjeva oko vozila. Uz vozaču, slika s kamera se prenosi zapovjedniku i ciljatelju, te se prikazuje i na ekranima u prostoru za pješački desant.
Osim tri člana posade Namer može prevesti i osam vojnika. Dva reda po četiri sjedala postavljeni su na bokove te su okrenuti prema unutrašnjosti vozila. U vozilo se može, u slučaju hitne potrebe, smjestiti još jedan vojnik. Sjedala su pričvršćena na bokove vozila preko posebnog mehanizma kojem je zadaća da apsorbira udar koji se javlja tijekom eksplozije mine, te se prenosi preko tijela vozila u unutrašnjost. Proizvođač tvrdi da je konstrukcija sjedala bliska katapultrajućim sjedalima na borbenim avionima.
Naravno, unutrašnjost Namera ima sustav za klimatizaciju koji ujedno služi za kemijsku i biološku zaštitu. Zanimljivo je da je pogonski sustav klimatizacijskog uređaja postavljen izvan oklopnog tijela, u svojevrsnu metalnu kutiju smještenu desno od ulazne rampe. Na taj su način projektanti smanjili veličinu i masu oklopa, te iz njega uklonili potencijalno opasan sustav. Lijevo od rampe nalazi se veliki spremnik za gorivo.

## Pokretljivost
Velika masa vozila i zahtjev da mu pokretljivost bude na razini tenka Merkava 4 projektantima nije ostavila veliku mogućnost izbora. Zbog toga su odabrali Dieselov motor koji se već rabi u tenkovima Merkava 3 Baz. Riječ je o V-12 Dieselovu motoru AVDS-1790 snage 1200 konjskih snaga. Prvotni proizvođač ovog motora bila je tvrtka Teledyne Continental Motors, a sad ga proizvodi tvrtka L3 Combat Propulsion Systems. Tako je trenutna specifična snaga 19,4 KS/t. Ako se pokaže potrebnim Namer se može opremiti naprednjom inačicom motora AVDS-1790 ili čak motorom MTU 883 (snage 1500 KS) koji se ugrađuje u Merkave 4. Ugradnja jačeg motora povećala bi specifičnu snagu na čak 24 KS/t, te bi bila čak nešto bolja nego kod Merkave 4.
Snaga motora se prenosi preko Renkove automatske hidrokinetičke transmisije sa samo četiri brzine. Hidrauličko je podvozje preuzeto s Merkave 4.

## Korisnici
Izrael
Prvi korisnici Namera je bila Golani Brigada koja se nalazi u sastavu Izraelske kopnene vojske. Prema izvještajima IDF-a, borbeno vozilo pješaštva Namer bit će raspoređeno u pješačkim i borbenim inženjerijskim postrojbama, uz mogućnost budućih planova uvođenja specijalnih inačica za zapovjedne i obavještajne zadaće. Dva Namera su sudjelavala u ratu u Gazi kao dijelovi Golani brigade. Do veljače 2009. IDF je naručio 130 Namera, dok je do sada isporučeno više od 10 vozila. U budućnosti se planira narudžba još dodatnih 800 vozila.
 Azerbajdžan
Azerbejdžan i Izrael vode pregovore oko izvoza Namer vozila u Azerbejdžan.

## Vanjske poveznice
- Namer na stranici defense-update.com Arhivirana inačica izvorne stranice od 18. veljače 2012. (Wayback Machine)
- Oklopni transporteri izraelske vojske  Arhivirana inačica izvorne stranice od 9. veljače 2009. (Wayback Machine)
- Namer na armyrecognition.com  Arhivirana inačica izvorne stranice od 4. ožujka 2016. (Wayback Machine)
- Namer na army-guide.com
- www.janes.com - Namer  Arhivirana inačica izvorne stranice od 24. rujna 2010. (Wayback Machine)